# Arthur Porter
Pour les articles homonymes, voir Porter.
Ne doit pas être confondu avec Arthur Kingsley Porter.
Arthur T. Porter (né Arthur Thomas Porter IVe le 11 juin 1956 à Freetown, et mort le 30 juin 2015 au Panama) est un médecin et un administrateur canadien d'origine sierra-leonaise.

## Biographie
Élevé en Sierra Leone et au Kenya, où son père, Arthur Porter, dirige l'université de Nairobi, il obtient un MBA de l'Université du Tennessee. Il étudie aussi à l'université de Western Ontario (London), l'université de Toronto et l'université Harvard, obtenant des diplômes en médecine et une spécialisation en radiologie oncologique.
Il occupe plusieurs postes de direction dans le domaine hospitalier au Canada, dont celui de directeur du département d'oncologie au Victoria Hospital de London.
En 1991, il est nommé radiologue en chef, professeur et président du Centre médical de Détroit (CMD) et de l'Université de Wayne State. En 1999, il devient directeur général du CMD,.
En août 2002, il est nommé président de la Commission de l'hôpital du Michigan.

### PDG du Centre universitaire de santé McGill
En février 2004, il est nommé président-directeur général du Centre universitaire de santé McGill (CUSM), à Montréal. À ce poste, il est notamment chargé d'attribuer le contrat de construction (de plus d'un milliard de CAD) du regroupement de toutes les unités sur un nouveau site, puis d'y organiser le déménagement. Il quitte son poste en décembre 2011 et fonde une clinique oncologique à Nassau (Bahamas),.

### Soupçonné de fraude
En février 2013, un mandat d'arrêt est lancé contre lui et plusieurs autres personnes par l'Unité permanente anticorruption (UPAC) pour une fraude de grande ampleur. Il aurait accepté des pots-de-vin de 22,5 millions de dollars de la firme d'ingénierie SNC-Lavalin.
Il est arrêté en mai 2013 à l'aéroport de Panama et emprisonné au Panama.

### Déclaré mort
Soi-disant souffrant de métastases d'un cancer du poumon (autodiagnostiqué au stade 4, deux ans auparavant), cet oncologue serait mort au Panama dans la nuit du 30 juin au 1er juillet 2015,, mais les preuves formelles de sa mort sont attendues par la justice du Québec,,,,,.